# Emalahleni (Oost-Kaap)
Emalahleni (officieel Emalahleni Local Municipality) is een gemeente in het Zuid-Afrikaanse district Chris Hani.
Emalahleni ligt in de provincie Oost-Kaap en telt 119.460 inwoners.

## Hoofdplaatsen
Het nationaal instituut voor de statistiek, Stats SA, deelt sinds de census 2011 deze gemeente in in 208 zogenaamde hoofdplaatsen (main place):
Agnes • Bankies • Bankini • Bhoko • Bhomeni • Bhongolwethu • Bhoqo • Bomplas • Boomplaas • Bowden • Cancele • Deeplevel • Diphini • Dlamini • Dongweni • Dophu • Dordrecht • Dratini • Drayini • Dum-Dum • Dwareni • eCacadu • eChibini • eDipini • eGcibhala • eJojweni A • eJojweni B • eLupindweni A • eLupindweni B • eLuxeni A • eLuxeni B • eMalahleni NU • eMaqwatini • Emayaluleni • eMazimeni • eMthonjeni • eNcalukeni • Endwe • eNgqanda • eNgqanda A • eNgqanda B • eNtlanjeni • eSihlabeni • eSikhwankqeni • eSixekweni • eThafeni • Famini • Gadlume • Galax • Gandu • Gans • Gbini • Gcibala • Glen Adelaide • Gomora • Gqadu • Greyspan • Guba • Gubahoek • Gugulethu • Gugulethu A • Gugulethu B • Gxojeni • Hala • Hali No 1 • Hali No 2 • Helushe • Holani • iCumakala • Indwe • Indwe A • Indwe B • Indwe C • Jojo • Kaalfontein • KuBatembu • KuBoniswa • Kudubeni • KuDyobhudaka • Ku-Fani • Ku-Helushe • KuJaho • KuKavara • KuLiweni • KuMaqashu • KuNdonga • KuTsembeyi A • KuTsembeyi B • Kuzani A • Kuzani B • Kwa-Blangwe • Kwa-Dukatole • KwaGcina A • KwaGcina B • KwaGcine • Kwa-Gova • Kwa-Hala • Kwa-Hala A • Kwa-Hala B • Kwa-Mbhali • Kwa-Ntaka • Kwa-Nzolo • Kwa-Percy • Kwa-Raqo • Kwa-Tshatshu • Kwa-Xusha • Lady Frere • Lalini • Lapesini A • Lapesini B • Lumko • Lupindweni • Lututu • Luxeni • Luxeni A • Luxeni B • Magemfaneni • Makhikhi • Makhumeni / Manga • Mamfengwini • Mandlaneni • Mangweni A • Mangweni B • Mangweveni • Manqata • Manyosini • Maqashu • Maqohqweni • Maqwatini A • Maqwatini B • Matyhantya A • Matyhantya B • Mayaluleni • Mayireni A • Mayireni B • Mazongozini • Mbeteni • Mbholomopheni • Mcwangele • Mdantsane • Mdeni A • Mdeni B • Mgwalana • Mkapusi • Mmangweni A • Mmangweni B • Mmangweni C • Mphothulo • Mqonci • Mrhoshweni • Mthini • Mtonjeni • Mtsheko • Mzamomhle • Ndenxe • New Bright • Ngcuka • Nghala • Ngonyama • Ngqoko • Ngxabani • Ngxingwa • Njombela • Nkalweni • Nomfutwane • Nonesi • Nqiningana • Ntlalo-Ntle • Ntlanjeni • Ntshinindeni • Nxomfu • Nyinga • Outubeni • Phesheya • Poltini • Qhoboshane • Qithi • Rona • Rwantsana • Sekuyasa • Sidakeni • Sidwadweni • Sihlaba • Siqikini • Spongweni • Stoney Craft • Tabase • Thaleni • Thozamisa • Tjoksville • Tsembeyi • Tshamazimba • Tshatshu • Tsolokazi A • Tsolokazi B • Umlanga • Upper Ndonga • Vukani • Waterfall • Xeni • Xonxa • Zingcaceni • Zingqolweni • Zisoyini • Zitzpileni • Zixinene • Zizamele • Zwart Water.